# Sphaerodactylus clenchi
Sphaerodactylus clenchi är en ödleart som beskrevs av  Shreve 1968. Sphaerodactylus clenchi ingår i släktet Sphaerodactylus och familjen geckoödlor.

## Underarter
Arten delas in i följande underarter:
- S. c. apocoptus
- S. c. clenchi